# Sistema de salud en Japón

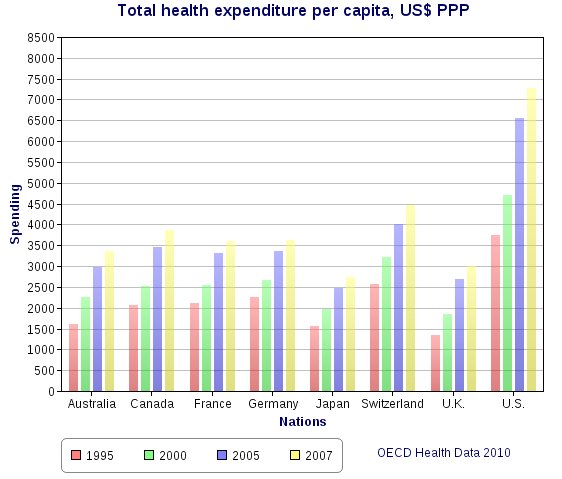
Costo per cápita en salud en dólares estadounidenses ajustado por paridad del poder adquisitivo de Japón en comparación con una muestra de otros países desarrollados (en inglés).

El sistema de salud en Japón brinda servicios de atención médica, incluidos exámenes mediante ayudas diagnósticas, atención prenatal y control de enfermedades infecciosas. El pago de los servicios médicos personales es ofrecido por un sistema de seguro de atención médica universal que proporciona una igualdad de acceso relativa, con tarifas establecidas por un comité gubernamental. La ley exige que todos los residentes de Japón tengan cobertura de seguro médico. Las personas sin el seguro de los empleadores pueden participar en un programa nacional de seguro de salud, administrado por los gobiernos locales. Los pacientes son libres de seleccionar médicos o instalaciones a su elección y no se les puede negar la cobertura. Los hospitales, por ley, deben funcionar como organizaciones sin fines de lucro y deben ser administrados por médicos. A las corporaciones con fines de lucro no se les permite poseer u operar hospitales. Las clínicas deben ser propiedad y operadas por médicos. 
Los honorarios médicos están estrictamente regulados por el gobierno para mantenerlos asequibles. Según los ingresos de la familia y la edad del asegurado, los pacientes son responsables de pagar el 10%, el 20% o el 30% de los honorarios médicos, y el gobierno paga el arancel restante. Además, se establecen umbrales mensuales para cada hogar, de nuevo según el ingreso y la edad, y el gobierno no aplica o reembolsa las tarifas médicas que exceden dicho umbral. 
Los pacientes no asegurados son responsables de pagar el 100% de sus tarifas médicas, pero no se cobran tarifas a los hogares de bajos ingresos que reciban un subsidio del gobierno. 

## Costo
Según datos de 2018, la participación de los gastos en salud dentro del producto interno bruto de Japón fue del 10.9% del PIB, superando el promedio de la OCDE de 8.8%. 
El gobierno ha controlado el costo durante décadas al utilizar el programa de tarifas uniforme a nivel nacional para el reembolso. El gobierno también puede reducir las tarifas cuando la economía se estanca. En la década de 1980, el gasto en atención médica aumentó rápidamente, como fue el caso de muchas naciones industrializadas. Mientras que algunos países como EE. UU. permitieron que los costos aumentaran, Japón reguló estrictamente la industria de la salud para controlar los costos. Las tarifas para todos los servicios de atención médica se establecen cada dos años mediante negociaciones entre el Ministerio de Salud y los médicos. Las negociaciones determinan la tarifa por cada procedimiento médico y su medicacción, y las tarifas son idénticas en todo el país. Si los médicos intentaran hacer maniobras, ordenando más procedimientos para generar ingresos, el gobierno puede reducirles las tarifas para esos procedimientos en la próxima ronda de fijación de tarifas. Este fue el caso cuando la tarifa de una resonancia magnética se redujo en un 35% en 2002 por el gobierno. Así, por ejemplo, en 2009 mientras en Estados Unidos una resonancia magnética de la región del cuello podía costar 1.500 dólares estadounidenses, en Japón costaba 98 dólares.
Para reducir costos, Japón usa medicamentos genéricos. A partir de 2010, Japón tenía el objetivo de agregar más medicamentos a la lista del Seguro Nacional de Salud de las naciones. Las condiciones relacionadas con la edad siguen siendo una de las mayores preocupaciones. Las compañías farmacéuticas se centran en el marketing y la investigación hacia esa parte de la población.

## Prestación

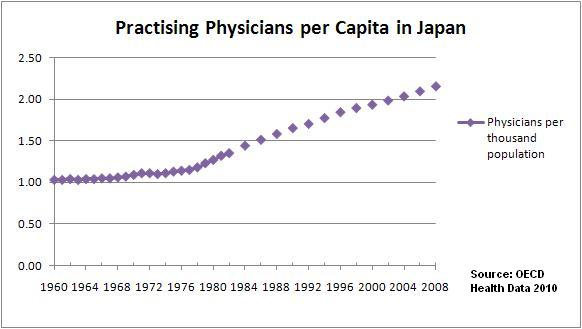
Médicos en ejercicio per cápita de 1960 a 2008

Las personas en Japón tienen la esperanza de vida más alta al nacer, que las de cualquier otro país del mundo. La esperanza de vida al nacer era de 83 años en 2009 (hombres 79,6 años, mujeres 86,4 años). Esto se logró en un período de tiempo bastante corto, a través de una reducción rápida en las tasas de mortalidad secundaria a enfermedades transmisibles desde la década de 1950 hasta principios de la década de 1960, seguida de una gran reducción en las tasas de mortalidad por accidente cerebrovascular, desde mediados de los años 60.
En 2008, el número total de camas para cuidado agudo por cada 1.000 habitantes era de 8,1, la cobertura más alta entre los países de la OCDE. Hay cuatro veces más escáneres de resonancia magnética por habitante  y seis veces el número de escáneres de TC, en comparación con los equipamientos europeos promedio. El paciente promedio visita al médico 13 veces al año, más del doble del promedio de los países de la OCDE.

### Calidad
Los resultados japoneses para el tratamiento médico de alto nivel de la salud física generalmente son competitivos a nivel internacional. Una comparación de dos informes en el New England Journal of Medicine, uno de MacDonald (2001) y Sakuramoto (2007) sugieren que los resultados para el cáncer gastroesofágico son mejores en Japón que en los EE. UU. Tanto en pacientes tratados solo con cirugía como aquellos que a los que se les hace cirugía, seguida de quimioterapia, Japón se destaca en tasas de supervivencia superiores a los cinco años en cáncer de colon, cáncer de pulmón, cáncer de páncreas y cáncer de hígado, basado en el informe comparativo realizado por la Asociación Estadounidense de Oncología, y otro, elbaorada por la Fundación japonesa para la promoción de la investigación del cáncer. Los resultados quirúrgicos tienden a ser mejores en Japón para la mayoría de cánceres, mientras que la supervivencia general tiende a ser más larga en los EE. UU. debido al uso más agresivo de quimioterapia en cánceres en etapa tardía. Una comparación de los datos del Sistema de datos renales de EE. UU. (USRDS) 2009 y la Sociedad de Nefrología de Japón 2009 muestra que la mortalidad anual de pacientes sometidos a diálisis en Japón es del 13%, en comparación con el 22,4% en los Estados Unidos. La supervivencia a cinco años de los pacientes sometidos a diálisis es del 59,9% en Japón y del 38% en los EE. UU.

## Acceso

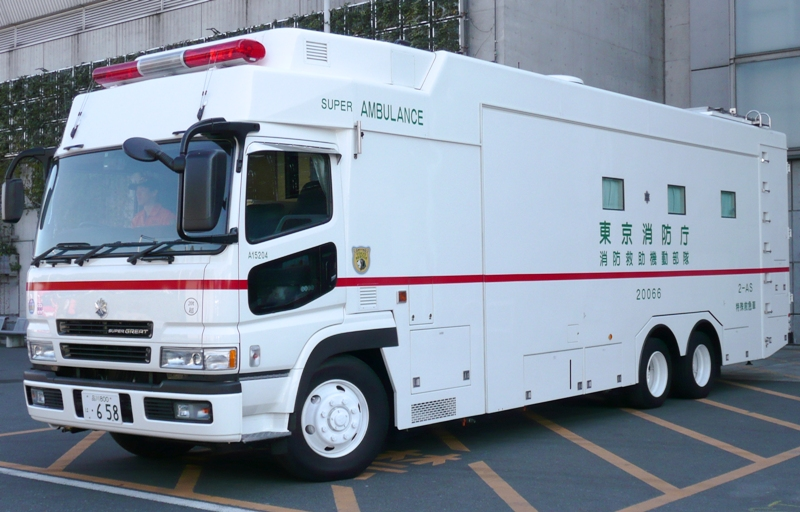
Súper ambulancia japonesa

En Japón, los servicios se brindan a través de hospitales públicos, tanto regionales como nacionales o de hospitales y clínicas privadas, y los pacientes tienen acceso universal a cualquier instalación, aunque los hospitales tienden a cobrar más a esos pacientes que llegan no remitidos. Como se indicó anteriormente, los costos en Japón tienden a ser bastante bajos en comparación con los de otros países desarrollados, pero las tasas de utilización son mucho más altas. La mayoría de las clínicas no requieren reservas y las citas para el mismo día son la regla y no la excepción. Los pacientes japoneses prefieren la tecnología médica, como las tomografías computarizadas y las imágenes de resonancia magnética, y reciben imágenes de resonancia magnética a una tasa per cápita 8 veces mayor que la de británicos y el doble que los estadounidenses. En la mayoría de los casos, las tomografías computarizadas, las resonancias magnéticas y muchas otras pruebas no requieren períodos de espera. Japón tiene aproximadamente tres veces más hospitales per cápita que Estados Unidos y, en promedio, los japoneses visitan el hospital más de cuatro veces más que un estadounidense promedio. 

## Seguro
El seguro de salud es, en principio, obligatorio para los residentes de Japón, pero no hay penalidad para el 10% de las personas que eligen no cumplir, lo que lo hace en la práctica opcional. Hay un total de ocho sistemas de seguro de salud en Japón, con alrededor de 3.500 compañías aseguradoras de salud, las cuales se dividen en dos categorías, Employees' Health Insurance (健康保険 Kenkō-Hoken?)  y Seguro nacional de salud  de Japón (国民健康保険 Kokumin-Kenkō-Hoken?). El seguro de salud de los empleados se divide en los siguientes sistemas:  
- Seguro de salud administrado por los sindicatos.
- Seguro de salud administrado por el gobierno.
- Seguro de los trabajadores del mar y salud
- Seguro de la asociación nacional de ayuda mutua para trabajadores públicos
- Seguro de asociación de ayuda mutua para trabajadores públicos locales
- Seguro de asociación de ayuda mutua para maestros y empleados de escuelas privadas

El Seguro Nacional de Salud generalmente está reservado para los trabajadores independientes (autónomos) y los estudiantes, y el seguro social es normalmente para los empleados corporativos. El Seguro Nacional de Salud tiene dos categorías:
- Seguro nacional de salud para cada ciudad, pueblo o aldea
- Unión nacional de seguros de salud y de vida

## Historia

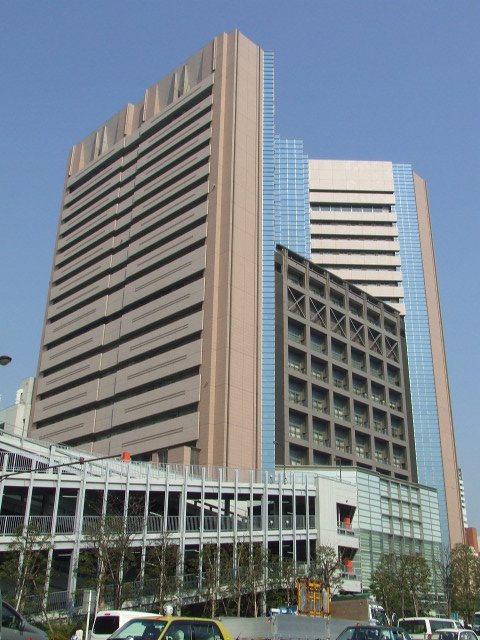
Hospital del Centro Nacional del Cáncer en el distrito Tsukiji de Tokio.

El moderno sistema de salud japonés comenzó a desarrollarse justo después de la Restauración Meiji con la introducción de la medicina occidental. Sin embargo, el seguro legal no se estableció hasta 1927, cuando se creó el primer plan de seguro de salud para empleados.
En 1961, Japón logró la cobertura de seguro de salud universal, y casi todos se aseguraron. Sin embargo, las tasas de copago fueron muy diferentes. Mientras que aquellos que se inscribieron en el Seguro de Salud de los Empleados tenían que pagar solo una cantidad nominal en la primera visita al médico, sus dependientes y aquellos que se inscribieron en el Seguro de Salud Nacional tuvieron que pagar el 50% del precio de la tarifa fija por todos los servicios y medicamentos. De 1961 a 1982, la tasa de copago se redujo gradualmente hasta el 30%.
Desde 1983, todas las personas mayores están cubiertas por un seguro patrocinado por el gobierno.
A fines de la década de 1980, los círculos gubernamentales y profesionales estaban considerando cambiar el sistema para que los niveles de atención primaria, secundaria y terciaria se distinguieran claramente dentro de cada región geográfica. Además, las instalaciones se designarían por nivel de atención y se requerirían referencias para obtener una atención más compleja. Los encargados de la formulación de políticas y los administradores también reconocieron la necesidad de unificar los diversos sistemas de seguros y controlar los costos. 
A principios de la década de 1990, había más de 1.000 hospitales psiquiátricos, 8.700 hospitales generales y 1.000 hospitales integrales con una capacidad total de 1,5 millones de camas. Los hospitales proporcionaban atención tanto ambulatoria como hospitalaria. Además, 79.000 clínicas ofrecían preferentemente servicios ambulatorios, y había 48,000 clínicas dentales . La mayoría de los médicos y hospitales vendían directamente medicamentos a los pacientes, pero había 36.000 farmacias donde los pacientes podían comprar medicamentos sintéticos o herbales.